# Deborrea malgassa
Deborrea malgassa is een vlinder uit de familie zakjesdragers (Psychidae). De wetenschappelijke naam van deze soort is voor het eerst geldig gepubliceerd in 1884 door Heylaerts.